# ترافيس نايت
ترافيس ونايت (بالإنجليزية: Travis Knight)‏ هو رسام رسوم متحركة ومخرج أمريكي، ولد في 13 سبتمبر 1973 في هيلسبورو في الولايات المتحدة.

## وصلات خارجية
- ترافيس ونايت على موقع IMDb (الإنجليزية)
- ترافيس ونايت على موقع ألو سيني (الفرنسية)
- ترافيس ونايت على موقع أول موفي (الإنجليزية)
- ترافيس ونايت على موقع بوكس أوفيس موجو (الإنجليزية)
- ترافيس ونايت على موقع قاعدة بيانات الأفلام السويدية (السويدية)
- ترافيس ونايت على موقع قاعدة بيانات الفيلم (الإنجليزية)
- ترافيس ونايت على موقع كينوبويسك (الروسية)